# 茉莉花 (遊戲)
《茉莉花》是1998年10月15日由索尼電腦娛樂發售的PlayStation用遊戲軟體。系列的第3作。動畫製作是Production I.G。2005年7月28日在PSP上發售了重製版。含有部分暴力場景。

## 故事概要
季節正值秋天，從聯誼會回來連末班電車也沒得搭，大雨中淋成落湯雞的主角，在小巷子裡發現一位東南亞的少女。帶回家詢問狀況後，少女似乎是失去記憶，想找看看包包裡有沒有能辨識身份的物品，裡面卻裝了大筆的現金與真槍。雖然懷抱著不安的心情，仍然與少女開始了同居的生活。
描寫春夏秋冬的やるドラ系列的「秋」。有強烈的懸疑故事成分。標題的在塔加洛語中是指茉莉的意思。
茉莉是菲律賓的國花，也是菲律賓民謠和歌曲的標題。從“發誓永恆的愛”意思的塔加洛語“Sumpa-kita”轉變成花的名字。

## 登場人物
主角 （声優：松本保典）
名字可以更改。在小巷裡發現瑪莉亞，而與她一起生活。（主角的聲音可以關掉）
瑪莉亞（マリア） （声優：林原惠）
女主角。本名是瑪莉亞・桑德斯（マリア・サントス）。出身於菲律賓馬尼拉的貧民窟，在香港九龍城長大，來到了日本卻喪失了記憶。本性活潑但有時會露出灰暗的神情。非常害怕蟑螂，光是看到就會大聲喧叫。
BOY（ボーイ） （声優：大塚明夫）
如同瑪莉亞哥哥般的存在，雖沒有血緣關係，視瑪莉亞像妹妹一般地寵愛。
水島英男（みずしま ひでお）（声優：中多和宏）
ランディ・サンチャゴ （声優：鹽屋浩三）
馬場（ばば）（声優：高宮俊介）

## 主要工作人員
- 導演・總監修：東郷光宏
- 動畫監督：西久保瑞穗
- 腳本、分鏡：
- 插畫、人物設定：士郎正宗
- 作畫監督、人物設定：後藤隆幸
- 音響監督：田中英行
- 主題歌「Hold On」
  - 歌：、作詞：新井明子、作曲：青木秀一、編曲：田代隆廣

## 相關項目
- 雙面嬌娃（ダブルキャスト）
- 擁抱季節（季節を抱きしめて）
- 雪割花（雪割りの花）